# Tommy Körberg
Tommy Körberg (Norsjö, 4 de julho de 1948) é um cantor e ator sueco.

## Biografia
Em 1969, Tommy Körberg conquistou o Grammis (o equivalente sueco ao Grammy) de Melhor Revelação do Ano (Årets populärdebutant) pelo seu álbum "Nature Boy".
Entre 1986 e 1989, participou como cantor em língua inglesa no musical "Chess", de Benny Andersson, Björn Ulvaeus e Tim Rice, em Londres. Em 1987, ele foi o primeiro a interpretar o papel de Russo no álbum "Chess", repetindo o papel que representou também em 1986.
Tommy representou a Suécia no Festival Eurovisão da Canção em 1969 e novamente em 1988, onde interpretou a canção "Stad i ljus". Ele continuou envolvido em novos projetos relacionados a "Chess", incluindo o décimo aniversário do concerto em 1994. Em 2005, foi agraciado com o Prêmio Nacional do Teatro Sueco (Guldmasken), na categoria de Melhor Ator em um Musical.
Além disso, Tommy Körberg apareceu em produções suecas de outros musicais renomados, como "Os Miseráveis" e "The Sound of Music". Sua carreira em sueco teve início em 1968 com o álbum "Judy min vän".

## Discografia selecionada

### Emsueco
- 1969 - Judy min vän
- 1970 - Tommy
- 1971 - Tommy Körberg
- 1972 - Solar Plexus (Solar Plexus; Carl-Axel Dominique, Monica Dominique, Bosse Häggström, Tommy Borgudd, Tommy Körberg)
- 1973 - Solar Plexus 2 (Solar Plexus; Carl-Axel Dominique, Monica Dominique, Bosse Häggström, Tommy Borgudd, Tommy Körberg)
- 1973 - Tommy Körberg sjunger Birger Sjöberg
- 1974 - Solar Plexus: Det är inte båten som gungar, det är havet som rör sig
- 1975 - Solar Plexus: Hellre gycklare än hycklare
- 1976 - Den vackraste visan
- 1979 - Blixtlås (Tommy Körberg, Stefan Nilsson)
- 1982 - Tommy Körberg och Stefan Nilsson tolkar Jaques Brel
- 1988 - Spotlight: Tommy Körberg
- 1988 - "Stad i ljus".
- 1988 - ...är...delavour
- 1989 - Julen är här galouei
- 1990 - Livslevande
- 1990 - Les Miserables-musical (original Swedish cast recording)
- 1992 - Jag skulle vilja våga tro del rei
- 1994 - Ravaillac BAO
- 1995 - Sound Of Music-musical (original Swedish cast recording)
- 1997 - Aniara
- 1998 - Från Waterloo till Duvemåla (From Waterloo to Duvemåla)- various artists
- 1999 - Sånger för ensamma älskare
- 2000 - Hits
- 2000 - Stilla natt (Tommy Körberg & Oslo Gospel Choir)
- 2003 - Gränslös - det bästa
- 2003 - Chess på svenska (Chess in Swedish)-musical (original Swedish 2002 cast recording)
- 2006 - BAO på turné (BAO on tour) (Benny Anderssons Orkester with Helen Sjöholm & Tommy Körberg)
- 2007 - BAO 3 (Benny Anderssons Orkester with Helen Sjöholm & Tommy Körberg)
- 2007 - Rakt upp och ner (CD+DVD)
- 2012 - Sjung tills du stupar och cherry

### Eminglês
- 1968 - Nature Boy
- 1969 - Tommy Körberg Spotlight
- 1968 - Don´t Get Around Much Any More
- 1976 - Where Do We Begin (Made In Sweden; Jojje Wadenius, Tommy Körberg, Wlodek Gulgowski, Pekka Pohjola, Vesa Aaltonen)
- 1984 - Chess
- 1984 - Walk Between The Raindrops (Tommy Körberg and Tolvan Big Band)
- 1993 - Live In London
- 1994 - Chess In Concert House
- 1996 - Evergreens
- 2009 - Story of a Heart (The Benny Andersson Band)
- 2010 - Songs for Drinkers and Other Thinkers The Concert

## Filmografia
- Sverige åt svenskarna (1980)
- Ronja Rövardotter (1984)
- Drömkåken (como ele próprio) (1982)